# Without a Net
Without a Net je koncertní album americké rockové skupiny Grateful Dead, vydané v roce 1990. Album bylo nahrané při několika koncertech od října 1989 do dubna 1990. Album vyšlo u Arista Records.

## Seznam skladeb
| Disk 1 | Disk 1                                 | Disk 1             | Disk 1 |
| Pořadí | Název                                  | Autor              | Délka  |
| ------ | -------------------------------------- | ------------------ | ------ |
| 1.     | Feel Like a Stranger                   | Barlow, Weir       | 7:32   |
| 2.     | Mississippi Half-Step Uptown Toodleloo | Hunter, Garcia     | 8:00   |
| 3.     | Walkin' Blues                          | Johnson, arr. Weir | 5:44   |
| 4.     | Althea                                 | Hunter, Garcia     | 6:55   |
| 5.     | Cassidy                                | Barlow, Weir       | 6:36   |
| 6.     | Bird Song                              | Hunter, Garcia     | 12:57  |
| 7.     | Let It Grow                            | Barlow, Weir       | 11:55  |

| Disk 2 | Disk 2                                         | Disk 2                                                     | Disk 2 |
| Pořadí | Název                                          | Autor                                                      | Délka  |
| ------ | ---------------------------------------------- | ---------------------------------------------------------- | ------ |
| 1.     | China Cat Sunflower / I Know You Rider         | Hunter, Garcia / trad., arr. Grateful Dead                 | 10:24  |
| 2.     | Looks Like Rain                                | Barlow, Weir                                               | 8:04   |
| 3.     | Eyes of the World                              | Hunter, Garcia                                             | 16:14  |
| 4.     | Victim or the Crime                            | Graham, Weir                                               | 8:04   |
| 5.     | Help on the Way / Slipknot! / Franklin's Tower | Hunter, Garcia / Grateful Dead / Hunter, Garcia, Kreutzman | 19:07  |
| 6.     | One More Saturday Night                        | Weir                                                       | 4:51   |
| 7.     | Dear Mr. Fantasy                               | Capaldi, Winwood, Wood                                     | 5:44   |

## Sestava
- Jerry Garcia - kytara, zpěv
- Bob Weir - kytara, zpěv
- Brent Mydland - klávesy, zpěv
- Phil Lesh - baskytara
- Bill Kreutzmann - bicí
- Mickey Hart - bicí
- Branford Marsalis - saxofon v „Eyes of the World“